# Hrustovo (Bosznia-Hercegovina)
Hrustovo bosnyák falu Bosznia-Hercegovinában, a Bosznia-hercegovinai Föderáció Una-Szanai kantonjában, Sanski Most községben.

## Fekvése
Bosznia-Hercegovina északnyugati részén, Bihácstól légvonalban 69, közúton 99 km-re keletre, Sanski Most központjától légvonalban 11, közúton 15 km-re délre, a Szanica-folyó bal partja feletti dombvidéken fekszik. Egyedülálló nevezetessége a Hrustovói-barlang. Mellőle ered a Glibaja-patak, mely 2,5 km megtétele után Vrhpoljénál ömlik a Szanába.

## Népessége
| Nemzetiségi csoport | Népesség 1991 | Népesség 2013 |
| ------------------- | ------------- | ------------- |
| Szerb               | 0             | 0             |
| Bosnyák             | 1675          | 1694          |
| Horvát              | 2             | 0             |
| Jugoszláv           | 2             | 0             |
| Egyéb               | 15            | 3             |
| Összesen            | 1694          | 1697          |

## Története
A Hrustovói-barlang leletei alapján elmondható, hogy itt már az őskortól fogva folyamatosan éltek emberek. A barlang legrégebbi leletei még a kőkorszakból származnak, amikor az ember még kőből és csontból faragott eszközöket használt. A huszadik század elején végzett régészeti kutatások feltárták, hogy a barlang bejárata az újkőkorban, illetve a rézkorban is lakott volt. Ezen a területen az ásatások során 8 őskori nagyméretű tűzhelyet tártak fel. A szarajevói Nemzeti Múzeum szakértői által végzett kiterjedt régészeti kutatások során kerámiák maradványaira is fény derült. A díszítési technikák között a bélyegzés, a faragás, a bevágás, a behúzás és a barázdált bemélyedés egyaránt előfordul. A díszítő motívumok között a háromszögek, a hatszögek és a cikk-cakk sávok dominálnak, de előkerült a szalagos fazekas kultúrához tartozó váza is. A leletek a vučedoli kultúrához tartoznak. Ennek a kultúratípusnak a neve Bosznia-Hercegovinában a barlangról hrustovački típus lett. A barlang a továbbiakban az ókorban és a középkorban is lakott volt feltehetően egészen a 13. századig.
Az Oszmán Birodalom 1463-ban foglalta el ezt a területet, ahol valószínűleg palánkvárat épített. Erre utalhat a „Palačište” helynév, amelyeket azonban sem a források nem említenek, sem adat
nem került elő róla. Egy másik toronyszerű erődítmény lehetett a „Kulina”, mely szintén egy helynév Hrustovo falu területén. Erről a helyről sincs semmi adat, kivéve azt, hogy Milan Karanović említi „Sanička župa“ című munkájában. Hazim Šabanović „Bosanski pašaluk“ című művében említi Veliko és Malo Hrustovót, mint az 1568-as török defterben, a Boszniai szandzsákban a Szanai náhijében fekvő településeket, azonban tévesen állítja azt, hogy ezek a falvak az Unai náhijében, a mai Bosanski Petrovac és Kulen Vakuf környékén találhatók. Milan Karanović kutatásai szerint az itteni lakosság 50 évvel ezelőttig megőrizte azt a hagyományt, hogy Vrhpolje és Hrustovo falvak lakosságának többsége Likából vándorolt be. Karanović szerint az 1699-es karlócai béke után Likából 7 család érkezett, majd 1879-ig Bosznia más részeiről újabb 9 család települt be, 14 családnak pedig nem ismert az eredete.
Az 1875 és 1878 közötti törökellenes szerb felkelés idején a felkelő egységek Despotović ezredes parancsnoksága alatt több csatát vívtak a környéken. Mintegy kétezer felkelőből álló sereg gyűlt össze a Grmeč-hegységben, hogy megtámadja a muszlim lakosságú Donja Sanica, Hrustovo, Jezerac falvakat és néhány más kisebb falut. Június végén egy erős és hirtelen támadásban a felkelőknek sikerült legyőzniük a jól felfegyverzett török egységeket ezekben a falvakban. Felgyújtották a falvakat. Sok fegyvert szereztek és elhajtották az állatállományt. A törököknek több mint 180 halottja volt. 1878-ban Hrustovo is az Osztrák-Magyar Monarchia része lett. 1879-ben, az első osztrák-magyar népszámlálás során a falunak 398 muszlim lakosa volt. 1894-ben Hrusovónak, Fatići, Handanovići, Jezerci, Kerani, Kukavica, Merdanovići, Seferovići, Zdjenići és Zukići településrészeivel együtt 562 lakosa volt. 1910-ben már 635 lakost számláltak itt. 1941-ben Hrusovo azok közé a települések közé tartozott, ahol csak muszlimok éltek.
A Bosznia-Hercegovina elleni szerb agresszióig az itteni muszlim gyülekezet körülbelül 200 háztartást számlált, akiket 1992. május 31-én a szerbek elűztek a faluból (125 embert öltek meg, köztük Ale Behar efendit, a gyülekezet imámját) házaikat a vagyonukkal és mecsettel együtt teljesen felégették és elpusztult. Ma a gyülekezetnek 180 háztartása van, de a támogató tagok több mint 50%-a külföldön él. A gyülekezetnek van egy kupolával fedett mecsete, amelyet eredetileg 1920-ban építettek. A második világháborúban leégett és teljesen megsemmisült. 1960-ban 150 méterrel keletre az elődjétől egy teljesen új mecsetet építettek. Ezt a mecsetet gyújtották fel 1992. május 31-én, és ezzel lerombolták. A boszniai háború után újjáépítették, majd 2002. július 27-én hivatalosan megnyitották. A mecset „mártíromság” néven nyílt meg, a gyülekezet elesett mártírjainak emlékére.

## Nevezetességei
- Hrustovói-barlang. Bár a barlang már korábban is ismert volt, csak Dimitrije Sergejevski hívta fel a figyelmet 1938-ban ennek az érdekes régészeti lelőhelynek és természeti jelenségnek a létezésére. A következő évben, 1939-ben kezdett a kutatásába Mihovil Mandić, aki a lelőhely egyharmadát feltárta. Az ásatás során a barlang bejáratánál található kultúrrétegben talált jelentős számú régészeti lelet felfedezése után Josip Korošec vizsgálta meg a leleteket, amelyek között számos edényforma, különféle kerámiatárgyak, szerszámok, fegyverek és ékszerek voltak. Mindenek alapján a barlangot a szláv kultúrájú települések közé sorolta, ami az első ilyen jellegű település Boszniában. A Hrustovói-barlangban talált díszítő technikák más szláv kultúrájú lelőhelyen (Zok, Vučedol és Sarvaš) is megtalálhatók Hrustovón városi eredetű tárgyakat is találtak. 1939 júniusában Ahmed Polić geológiai szempontból is megvizsgálta a barlangot. Megállapításai szerint a barlang főjárata körülbelül 650 méter, az oldaljárat pedig körülbelül 425 méter hosszú. Szélessége a főjáratban 6,5-41,6 méter, de a barlang legnagyobb része 6-8 méter széles. Az oldaljárat az elején 4-5 méter széles, és kezdetben szinte mindenhol azonos szélességű, ám később szélessége nem haladja meg a 2 métert. A barlang boltozatának magassága 3,5-14,5 méter, az oldalágban ereszkedő magasságú, 1,5-0,5 méter között van. Nagyon kevés a cseppkő, mert kevés a szivárgó víz. Régen víz folyt át a barlangon, de később ez megszűnt. Ma a barlang bejáratától nem messze található a Glibaja-patak forrása. További kutatásokra a Hrustovói-barlangban csak a második világháború után volt lehetőség. Akkor Alojz Benac a szarajevói Nemzeti Múzeum régésze kutatott benne, aki munkáját 1947-ben fejezte be. Vizsgálatai kimutatták, hogy a barlang bejáratánál egy kövekből nagy halom volt, mely a vadállatok és a szél ellen nyújtott védelmet. Az 1947-es ásatások során nyolc tűzhelyet fedeztek fel a barlangban különböző helyeken. Két kőbaltát, kőkaparók töredékeit és kalapácsokat is találtak és számos kerámia is előkerült. Számos csonteszközt és bronztárgyat is találtak: karkötőket, medálokat és fibulákat, valamint egy vas lándzsahegyet. Az őskori település a barlang bejáratánál feküdt. A bejárat 15 méter széles volt. Egy széles mélyedésben, közvetlenül a bejárat mögött éltek a barlang őskori lakói. A kultúrréteg 2 méter vastag volt, ami arra utal, hogy nagyon hosszú ideig éltek itt emberek. Bár a barlang leletei számos európai kultúrával mutatnak rokonságot, a szláv kultúra leletei azonban itt találhatók meg legnagyobb számban. Őskori lakói vadászattal és állattenyésztéssel, földműveléssel és fazekassággal foglalkoztak. Bár kőszerszámokat használtak, már a fémszerszámokat is ismerték.[4][6]

- A falu mecsetét 1960-ban építették, de 1992-ben a falut elfoglaló szerbek felgyújtották. A boszniai háború után újjáépítették, majd 2002. július 27-én hivatalosan megnyitották.